# Centro (distrito de Florianópolis)
O distrito de Florianópolis, distrito do Centro ou distrito sede de Florianópolis é um distrito localizado na porção oeste da ilha de Santa Catarina, onde ficam o bairro Centro e seus dois bairros vizinhos a leste, Agronômica e José Mendes. Também estão incluídos a maior parte das comunidades do Maciço do Morro da Cruz e a Prainha - apesar de serem referências geográficas, estes são oficialmente partes do bairro Centro. É o terceiro distrito em população, com 64.475 habitantes, atrás dos distritos vizinhos Estreito e Trindade. 
Até 2023, o distrito sede era formado também pela porção continental de Florianópolis, com os subdistritos de Coqueiros e Estreito, e outros três subdistritos na ilha além do atual distrito do Centro: Trindade, Saco dos Limões e Saco Grande. Todos os seis foram elevados a distritos com a lei nº 739. Até então, era o distrito mais populoso e foi, por algum tempo, o único considerado urbano. Por conta disso, essa é a única parte da cidade que tem bairros oficializados por lei.
Entre os bairros, o Centro é o bairro mais populoso da cidade, com 42.308 habitantes. A Agronômica tem 18.675, sendo o 7º bairro mais populoso. Já o José Mendes tem 3.492 habitantes.
O distrito concentra o maior número de pontos turísticos não-naturais, como a Ponte Hercílio Luz, e foi nesta região que Francisco Dias Velho fundou o que viria a se transformar na vila de Nossa Senhora do Desterro, que daria origem à atual Florianópolis. São destaques do Centro sua parte antiga, que concentra casarões, sobrados e palácios bem conservados dos séculos XVIII e XIX, além de calçadões com comércio e serviços. Foram construídos grandes aterros, como o que permitiu a construção da Avenida Beira-mar Norte, com sua ciclovia e os edifícios em altura, e na baía Sul, onde ficam prédios públicos e terminais de transporte. Na Agronômica fica a residência oficial do Governador de Santa Catarina, a Casa da Agrônomica.